# Забозье (Октябрьский район, Гомельская область)
Забозье (бел. Забо́ззе) — упразднённый посёлок в Октябрьском районе Гомельской области Беларуси. В составе Октябрьского сельсовета.

## География
Рядом трасса Р82.
Ближайшие населённые пункты г. п. Октябрьский, Новая Дуброва, Старая Дуброва и др.

## История
В 1909 году хутор Забозье в Бобруйском уезде Рудобельской волости Минской губернии.
29 августа 1974 года посёлок Забозье Октябрьского района упразднён, в связи с тем, что жители посёлка переселились в другие населённые пункты.

## Население

### Численность
- 1974 год — 0 человек

### Динамика
- 1909 год — 17 человек, 2 двора
- 1974 год — 0 человек